# Grundtvigskirken (Esbjerg)
Grundtvigskirken (Grundtvigs Sogn,Skads Provsti, Ribe Stift; Esbjerg Kommune)
er resultatet af en arkitektkonkurrence, der blev udskrevet i 1957,
og som blev vundet af arkitekt Ole Nielsen, Lyngby.

## Bygningen
Kirken er opført i røde teglsten, og rødt tegltag, og består af kirkesal mod øst, med et lavt tårn i det nordvestre hjørne.
Mod sydvest ligger nogle lave menighedslokaler lukket omkring en indre gård, hvilket også findes ved
ligkapellet i nord.

## Inventar
Alter og prædikestol er af mursten, og over alteret hænger et enkelt trækors. Døbefonten udgøres af en granitblok.
Det er i 2007 blevet besluttet at udsmykke altervæggen med hvidt marmor, svarende til det hvide marmorgulv.
Udsmykningen foretages af
billedkunstneren Erik Varming, og forestiller en bølge, hvorover der hænger en række skyer,
forbundet med en regnbue og et træ. Han vil desuden også lavet et messingkors til alterbordet.
Orgelet er bygget i 1971 af Th. Frobenius og sønner i Lyngby,
og orgelets facade er tegnet af kirkens arkitekt.

## Præster
- Willy Christiansen (fra 15. marts 1994)
- Jane Maria Sognstrup (fra 1. marts 2014)

## Eksterne kilder og henvisninger
- Grundtvigskirken hos KortTilKirken.dk
- Grundtvigskirken i bogværket Danmarks Kirker (udg. af Nationalmuseet)

- Wikimedia Commons har flere filer relateret til Grundtvigskirken (Esbjerg)